# Abhorrence (brasilianische Band)
Abhorrence war eine brasilianische Brutal-Death-Metal-Band aus São José do Rio Preto, die 1997 gegründet wurde und sich ca. 2008 auflöste.

## Geschichte
Die Band wurde Anfang 1997 gegründet, wobei die Brüder Fernando (Schlagzeug) und Rangel Arroyo (E-Gitarre, Gesang) bereits seit dem Jahr 1995 gemeinsam musikalisch aktiv gewesen waren. Sie benötigten fast das gesamte Jahr, die Besetzung durch den Bassisten Kleber Varnier zu vervollständigen. Im November des Jahres nahm die Band im Da Tribo Studio das Demo Ascension auf, wobei Varnier hierzu nur noch wegen seines späten Hinzukommens, Songtitel und kleine Ausarbeitungsideen beitragen konnte. Das Demo besteht aus drei Lieder und hatte eine Auflage von ca. 1.200 Stück. 1998 wurde eine Kompaktkassette hiervon durch Varnier an Wild Rags Records gesandt, worüber es als CD in einer Auflage von rund 1.400 Stück wiederveröffentlicht wurde. 1999 kam Tom Hailey von Relapse Records auf die Band zu und erzählte dieser von einer geplanten neuen brasilianischen Split-Veröffentlichung. Hierfür nahm die Band im November weitere drei Lieder für das Demo Triumph in Blasphemy auf. Dieses wurde auch Gene Palubiki von Evil Vengeance Records zugesandt, wodurch die Band einen Plattenvertrag bei diesem Label erreichte. Im September 2000 nahm die Gruppe daraufhin unter Leitung von Tchelo Martins im Da Tribo Studio ihr Debütalbum auf, ehe es von Erik Rutan gemastert wurde. Das Album erschien im selben Jahr unter dem Namen Evoking the Abomination bei Evil Vengeance Records in den USA, während es für Europa bei Listenable Records lizenziert wurde. Die Split-Veröffentlichung erschien im selben Jahr unter dem Namen Brazilian Assault, worauf neben Abhorrence auch Mental Horror, Nephasth und Ophiolatry zu hören sind. Nach Erscheinen des Albums wurde der Bassist Kleber Varnier durch Marcello Marzari ersetzt. 2005 erschien über Malignant Art Distribuicao die Split-Veröffentlichung Impaling the Christian Race mit Ophiolatry, der sich 2008 bei Agonia Records eine weitere mit Impiety unter dem Namen Two Barbarians – A Vulgar Abomination of Satan's Intolerant Warlords anschloss. Danach löste sich die Band auf.

## Stil
Laut Frank Stöver von voicesfromthedarkside.de spielt die Band schnellen, brutalen und blasphemischen Death Metal im Stil von Krisiun. Im Interview mit ihm gab Arroyo an, dass die Mitglieder durch Bands wie Deicide, Morbid Angel, Krisiun und Motörhead beeinflusst wurden. Joel McIver ordnete die Band in seinem Buch Extreme Metal II ebenfalls dem Death Metal zu, wobei man sich bei den wichtigsten Elementen des südamerikanischen Extreme Metal bediene: Intensive Riffs und eine schlechte Produktion. Nephil von Metal.de ordnete Evoking the Abomination dem Brutal Death Metal und verglich die Musik mit der von Krisiun, jedoch gehe Abhorrence schneller, brutaler und härter zu Werke. Produktionsbedingt seien die Riffs jedoch weniger definiert. Insgesamt sei die Musik chaotisch, was durch Blastbeats, „kreischende“ Gitarren, tiefem Growling und Death-Metal-typische Liedtexte bewirkt werde. Sebastiaan von lordsofmetal.nl rezensierte das Album ebenfalls und fasste die Musik als blasphemischen, sehr schnellen Death Metal zusammen. Besonders markant seien das Spiel der Gitarre und des Schlagzeugs; die aggressiven Growls erinnerten ihn an Glen Benton.

## Diskografie
- 1997: Ascension (Demo, Eigenveröffentlichung)
- 1999: Triumph in Blasphemy (Demo, Eigenveröffentlichung)
- 2000: Evoking the Abomination (Album, Evil Vengeance Records)
- 2000: Brazilian Assault (Split mit Mental Horror, Nephasth und Ophiolatry, Relapse Records)
- 2005: Impaling the Christian Race (Split mit Ophiolatry, Malignant Art Distribuicao)
- 2008: Two Barbarians - A Vulgar Abomination of Satan's Intolerant Warlords (Split mit Impiety, Agonia Records)